# Carsten Wulfänger
Carsten Wulfänger (* 2. September 1963 in Havelberg; † 2. Dezember 2020 in Sandau) war ein deutscher Politiker (CDU) und von 2013 bis 2020 Landrat des Landkreises Stendal.

## Leben
Wulfänger wuchs im altmärkischen Sandau auf. Er besuchte die Erweiterte Oberschule in Havelberg und machte dort 1982 seinen Abschluss. Nach dem Grundwehrdienst studierte er von 1984 bis 1989 Informationstechnik in Ilmenau und schloss als Diplom-Ingenieur ab. Im Anschluss arbeitete Wulfänger bei den Landtechnischen Industrieanlagen in Havelberg in der Entwicklungsabteilung.
Im Zuge der Friedlichen Revolution begann seine politische Karriere. Nach seiner Wahl im Mai 1990 in den Stadtrat von Sandau, wählte ihn dieser zum Bürgermeister. Als kurze Zeit später die Verwaltungsgemeinschaft Elb-Havel-Land gebildet wurde, übernahm Wulfänger die Funktion des Verwaltungsleiters. Mit dem Zusammenschluss der Verwaltungsgemeinschaft Elb-Havel-Land und Schönhausen blieb er 2005 in dieser Position in der neuen Verwaltungsgemeinschaft Elbe-Havel-Land. Wulfänger war von 1994 bis 2008 Mitglied der CDU-Kreistagsfraktion. Ursprünglich parteilos, wurde er 2004 Mitglied der CDU. Auf Vorschlag des Landrates Jörg Hellmuth wurde er 2008 durch den Kreistag zum 2. Beigeordneten des Landrates des Landkreises Stendal gewählt. Am 9. Dezember 2012 wurde er in der Stichwahl gegen den SPD-Kandidaten Lars Schirmer mit 50,2 Prozent der Stimmen zum Landrat des Landkreises Stendal gewählt. Er trat sein Amt im März 2013 an und löste seinen Parteikollegen Hellmuth ab. Wulfänger trat am 10. November 2019 zur Wiederwahl an und belegte Platz 2 hinter seinem Herausforderer Patrick Puhlmann (SPD), dem gemeinsamen Kandidaten der Parteien Die Grünen und Die Linke, welcher auch von der FDP unterstützt wurde. In der Stichwahl am 1. Dezember 2019 unterlag Wulfänger mit 31 Prozent der Wählerstimmen.
Wulfänger war verheiratet und hatte zwei Söhne.